# Leo J. Trese
Leo John Trese (1902-1970) fue un sacerdote católico estadounidense, autor de libros de espiritualidad y teología.

## Biografía

### Primeros estudios
Nació en Port Huron (Míchigan) el 6 de mayo de 1902. Fue el último de los cinco hijos de Joseph Trese y Mary Alice Byrth. Estudió Filosofía en el Assumption College de Windsor, Ontario. Más tarde hizo estudios de Teología en el seminario de Mount St. Mary en Cincinnati. Fue ordenado sacerdote el 13 de febrero de 1927 por Mons. Joseph C. Plagens, por entonces obispo auxiliar de Detroit.

### Trayectoria
Atraído por la vida misionera, después de haber trabajado cinco años en la diócesis de Detroit, estuvo algunos años en la orden benedictina. En 1936 regresó a la diócesis de Detroit y trabajó en Míchigan en las ciudades de Marysville, Melvindale, y Carleton.  En 1950, a consecuencia de las primeras manifestaciones de una cardiopatía, fue nombrado capellán de la escuela Vista Maria en Detroit. A partir de entonces se dedicó mayormente a la investigación y a la escritura. Con el tiempo adquirió fama de ser un reformador discreto. En 1957 obtuvo el doctorado en Educación en la Wayne State University de Detroit. Falleció el 23 de junio de 1970.

## Obras
Leo J. Trese escribió más de veinte libros y sus obras han sido traducidas al español, alemán, francés, italiano, coreano, holandés, polaco, japonés y portugués.
Los libros que dirigió sobre todo a sacerdotes —Vessel of Clay (Vasija de barro) (1950), A Man Approved (El sacerdote al día) (1953) y Tenders of the Flock (El pastor de su rebaño) (1955)— son especialmente valorados. Entre sus obras para el público general destaca The Faith Explained (La fe explicada) (1959), que ha sido traducida a más de 5 idiomas y conoce más de 30 ediciones solo en español. También Everyman's Road to Heaven (Dios necesita de ti) (1961) ha sido editado un buen número de veces. A pesar de que, mientras vivía, se imprimieron miles de copias de sus obras, su sobrino Jack A. Trese señaló que Leo J. Trese nunca se enteró, porque no le interesaba, del volumen de copias vendidas que alcanzó sus libros.
Leo J. Trese publicó también numerosos artículos en diversas revistas estadounidenses. 
Es considerado uno de los autores de espiritualidad más populares de Estados Unidos.

### Libros en orden cronológico
- Trese, Leo J. (1950). Vessel of Clay. New York: Sheed & Ward. Traducciones: Español: Vasija de barro. Palabra. 1976. ISBN 978-84-8239-529-6. (6 ediciones hasta la fecha) Italiano: Vaso di argilla. Morcelliana. 1955. Francés: La journée d'un curé. Salvator. 1953. Reeditado como: Comme un vase d'argile. Le Laurier. 1997. Alemán: Auch ein Mensch. Aus dem Tagebuch eines Priesters. Verlag. 1952. Portugués: Vaso de argila. Quadrante. Holandés: Broze vaten. Sheed & Ward. 1956.
- Trese, Leo J. (1952). Many Are One. Chicago: Fides. Traducciones: Español: Muchos son uno. Síntesis de espiritualidad seglar. El pez. 1957. Francés: Nous sommes un. Salvator. 1957. Alemán: Der Christ in der Kirche. Dass alle eins seien. Pattloch. 1954.
- Trese, Leo J. (1953). A Man Approved. New York: Sheed & Ward. Traducciones: Español: El sacerdote al día. El pez. 1959. Italiano Il sacerdote, oggi. Pensieri di un parroco americano. Morcelliana. 1955. Alemán: Bewährt vor Gott. Paulus Verlag. 1954. Francés: Le prêtre d'aujourd'hui, vu par un curé américain. Salvator - Castermann. 1955. Holandés: Een probaat man. Brand. 1955. Coreano: 인정받은 사람. 가톨릭출판사. 2007.
- Trese, Leo J. (1954). Wisdom Shall Enter. Chicago: Fides. Traducciones: Español: La sabiduría del cristiano. Palabra. 2012. ISBN 978-84-9840-805-8. (8 ediciones hasta la fecha). Portugués: A Sabedoria do Cristão. Quadrante. 1992. Alemán: Die Wahrheit gehort uns - Warum sind wir katholisch?. Pattloch. 1958.
- Trese, Leo J. (1955). Tenders of the Flock. New York: Sheed & Ward. Traducciones: Español: El Pastor de su rebaño. El pez. 1957. Holandés: Het talent in de kuil. Brand. 1957. Italiano: Il sacerdote pastore del gregge. Morcelliana. 1960. Alemán: Hüter der Herde. Paulus. 1956.
- Trese, Leo J. (1955). The Holy Spirit and His work. Paterson: Confraternity. Traducido al español como El Espíritu Santo y su tarea. Rialp. 1998. ISBN 978-84-321-3192-9. (4 ediciones hasta la fecha)
- Trese, Leo J. (1956). God, Man, and God-man. Paterson: Confraternity. Traducido al español como Dios, el hombre y el Hombre-Dios. Studium. 1961.
- Trese, Leo J. (1956). Love in Action. Paterson: Confraternity.
- Trese, Leo J. (1957). Our Christian Vocation. Paterson: Confraternity. Traducido al español como Nuestra vocación cristiana. Studium. 1961.
- Trese, Leo J. (1957). God Gives His Help. Paterson: Confraternity. Traducido al español como Dios nos tiende su mano. Studium. 1961.
- Trese, Leo J. (1958). More Than Many Sparrows. Chicago: Fides. Traducciones: Español: Más que a las aves del cielo. Palabra. 2002. ISBN 847118138X. Portugués: Não vos preocupeis. Quadrante. ISBN 9788574653228. Italiano: Più di molti passeri. Guida pratica alla vita cristiana. Borla. 1966.
- Trese, Leo J. (1959). The Faith Explained. Chicago: Fides.; 2a edición. Notre Dame: Fides. 1965.; 3a edición. Manila: Sinag-tala. 1965. Traducciones: Español: La fe explicada. Rialp. ISBN 978-84-321-1805-0. (30 ediciones hasta la fecha) Portugués: A fé explicada. Quadrante. 2014. ISBN 8574650129. (10 ediciones hasta la fecha) Francés: La foi expliquée. Le Laurier. 1996. ISBN 2864951681. Polaco: W co wierzymy: podstawy wiary i życia chrześcijańskiego. Wydawnictwo. 2007. ISBN 9788389368867. Japonés: ジェー・テレセ・レオ (2000). キリストの教え : 百合から薔薇は咲かない。. ISBN 4877311173.
- Trese, Leo J. (1961). Sanctified in Truth. New York: Sheed & Ward. Traducciones: Portugués: Santificados na verdade - Diálogos sobre o Sacerdócio. Cultor de livros. ISBN 978855638146-0. (8 ediciones hasta la fecha) Francés: Dialogue sur le sacerdoce. Éditions Salvator. 1964. Holandés: Geheiligd in waarheid. De Vroente. 1964. Italiano: Santificati nella verità. Morcelliana. 1963.
- Trese, Leo J. (1961). Everyman's Road to Heaven. Chicago: Fides. Recientemente republicado como Seventeen Steps to Heaven: A Catholic Guide to Salvation. Manchester, New Hampshire: Sophia Institute Press. 2001. ISBN 1928832261. Traducciones: Español: Dios necesita de ti. Palabra. ISBN 978-84-9840-897-3. (16 ediciones hasta la fecha) Portugués: A caminho do céu. Quadrante. 2017. ISBN 9788574652764. Italiano: In cammino verso il cielo. Borla. 1967. Polaco: Jak dostac sie do nieba?: Katolicki przewodnik po drodze do zbawienia. Wydawnictwo AA. 2013. ISBN 978-83-7864-172-8. Holandés: De hemel is in goeden doen. Gooi & Sticht. 1959.
- Trese, Leo J. (1961). Book for Boys. Chicago: Fides.
- Trese, Leo J. (1961). God's Crowning Gift - The Holy Eucharist and the Mass. Dublin - London: Clonmore and Reynolds Ltd - Burns Oates and Washbourne.
- Trese, Leo J. (1962). Parent and Child. New York: Sheed & Ward. Traducciones: Español: Padres e hijos. Propaganda Popular Católica. 1966. Italiano: Genitori e figli. Borla. 1964. Francés: Parents et enfants. Éditions Salvator. 1964. Portugués: Pais e filhos. Paulistas. 1967.
- Trese, Leo J. (1962). 101 Delinquent Girls. Chicago: Fides.
- Trese, Leo J. (1962). Living a Christian Life. London: Geoffrey Chapman.
- Trese, Leo J.; Castelot, John J. (1963). Salvation History and the Commandments. Notre Dame: Fides.
- Trese, Leo J. (1964). You Are Called to Greatness. Chicago: Fides. Traducciones Español: Puedes volar como las águilas. Palabra. 1977. ISBN 978-84-8239-802-0. (8 ediciones hasta la fecha) Portugués: Dizer sim a Deus. Não à mediocridade. Cultor de livros. 2014. ISBN 978-85-62219-69-6. Polaco: Możesz wzbić się jak orzeł. Praktyka życia chrześcijańskiego. Wydawnictwo AA. 2017. ISBN 978-83-7864-737-9.
- Trese, Leo J. (1965). Human but Holy. Chicago: Fides.
- Trese, Leo J. (1967). One Step Enough. Chicago: Fides. Traducido al español como Un paso me basta. Sal Terrae. 1968.
- Trese, Leo J. (1967). Book for Boys and Girls. Chicago: Fides.

### Antologías y ediciones parciales
- Trese, Leo J. (1984). A Trilogy. More Than Many Sparrows, Wisdom Shall Enter, Many Are One. Manila: Sinag-Tala. ISBN 971117023X. EL libro es una antología de tres obras de Leo J. Trese.
- Trese, Leo J. (1963). Guide to Christian Living. Chicago: Fides. El libro está formado por partes de Many are One, More than Many Sparrows y Everyman's Road to Heaven.
- Trese, Leo J. (1963). The Creed—Summary of the Faith. Chicago: Fides. Se trata de la edición como libro del primer capítulo de The Faith Explained.
- Trese, Leo J. (1963). The Sacraments and Prayer. Chicago: Fides. Se trata de la edición como libro del tercer capítulo de The Faith Explained.

### Prefacios
- Prefacio a Laplace, Jean (1967). The direction of conscience. London: Geofrey Chapman.
- Prefacio a Castelot, John J. (1962). God so loved the World (A commentary on the Bible). Notre Dame: Fides.